# Giovanni Marinelli (geograf)
Giovanni Giuseppe Marinelli, född 28 februari 1846 i Udine, död 2 maj 1900 i Florens, var en italiensk geograf. Han var far till Olinto Marinelli.
Marinelli studerade matematik och juridik vid universitetet i Padua  och blev lärare i geografi och historia vid tekniska institutet i Udine 1867 samt professor i geografi vid universitetet i Padua 1879. År 1892 blev han professor i geografi och etnografi vid Istituto di Scienze sociali i Florens. Sedan 1890 tillhörde han deputeradekammaren.
Marinelli var den främste grundläggaren av den nya italienska geografiska skolan, som, utan att alldeles överge den historiska riktningen, i allt högre grad gjorde den fysiska geografin till huvudsak. Från 1894 utgav han tidskriften Rivista geografica italiana, som från 1900 fortsattes av sonen.